# Donauradweg

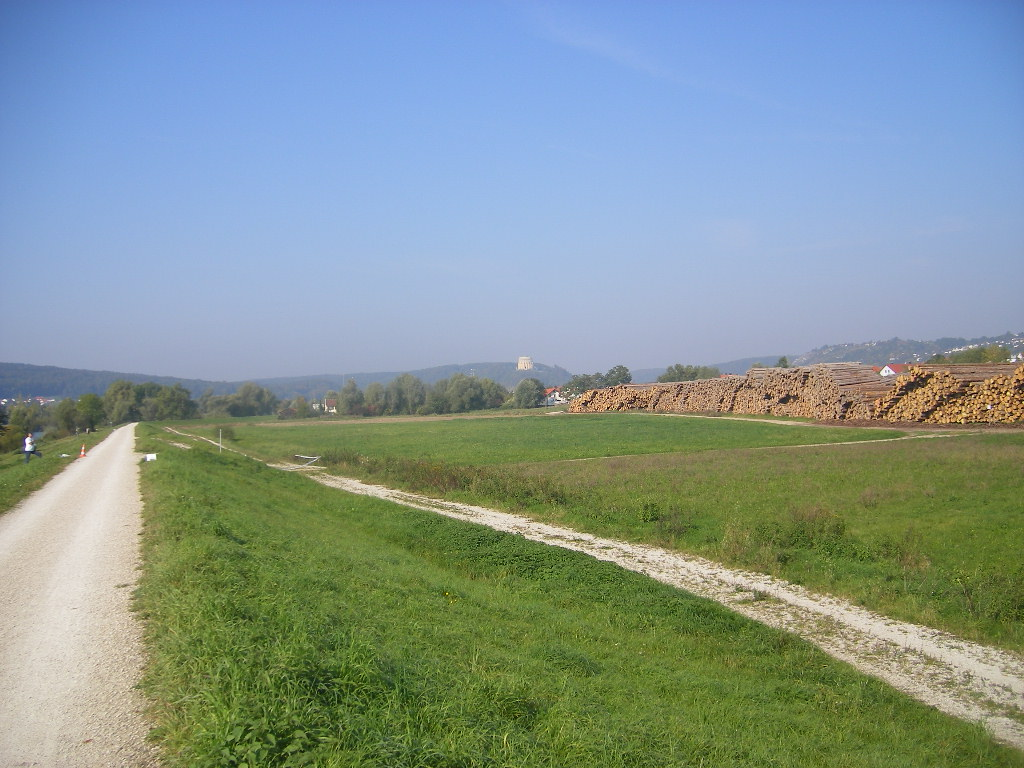
Fragment Donauradweg

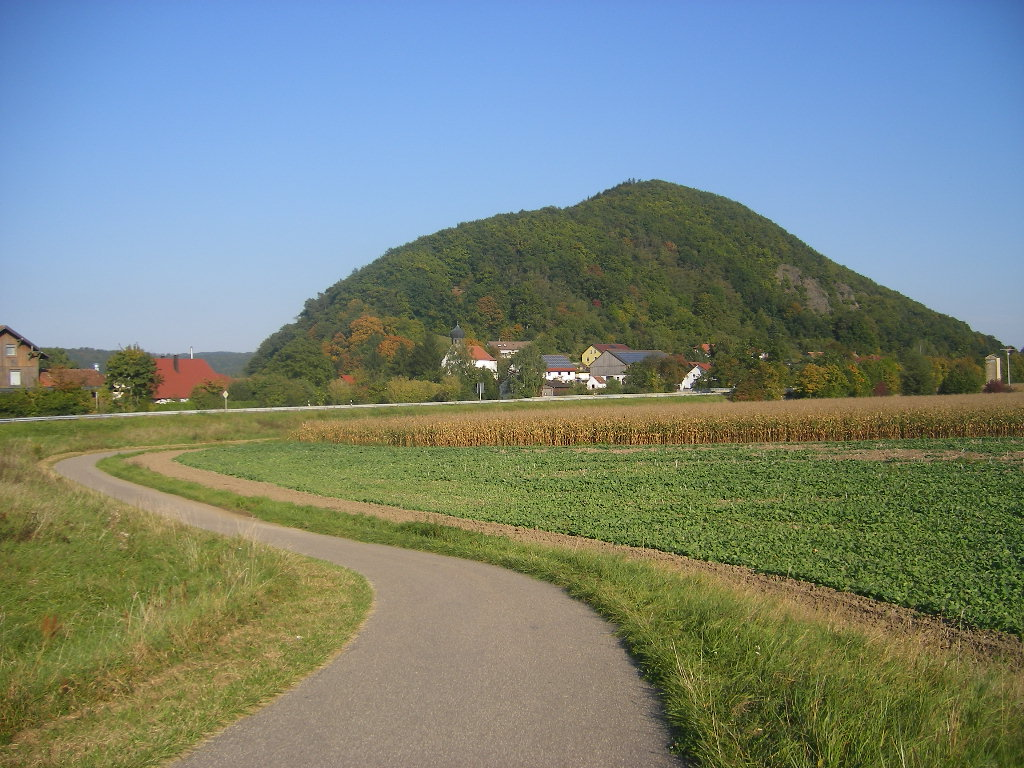
Fragment Donauradweg

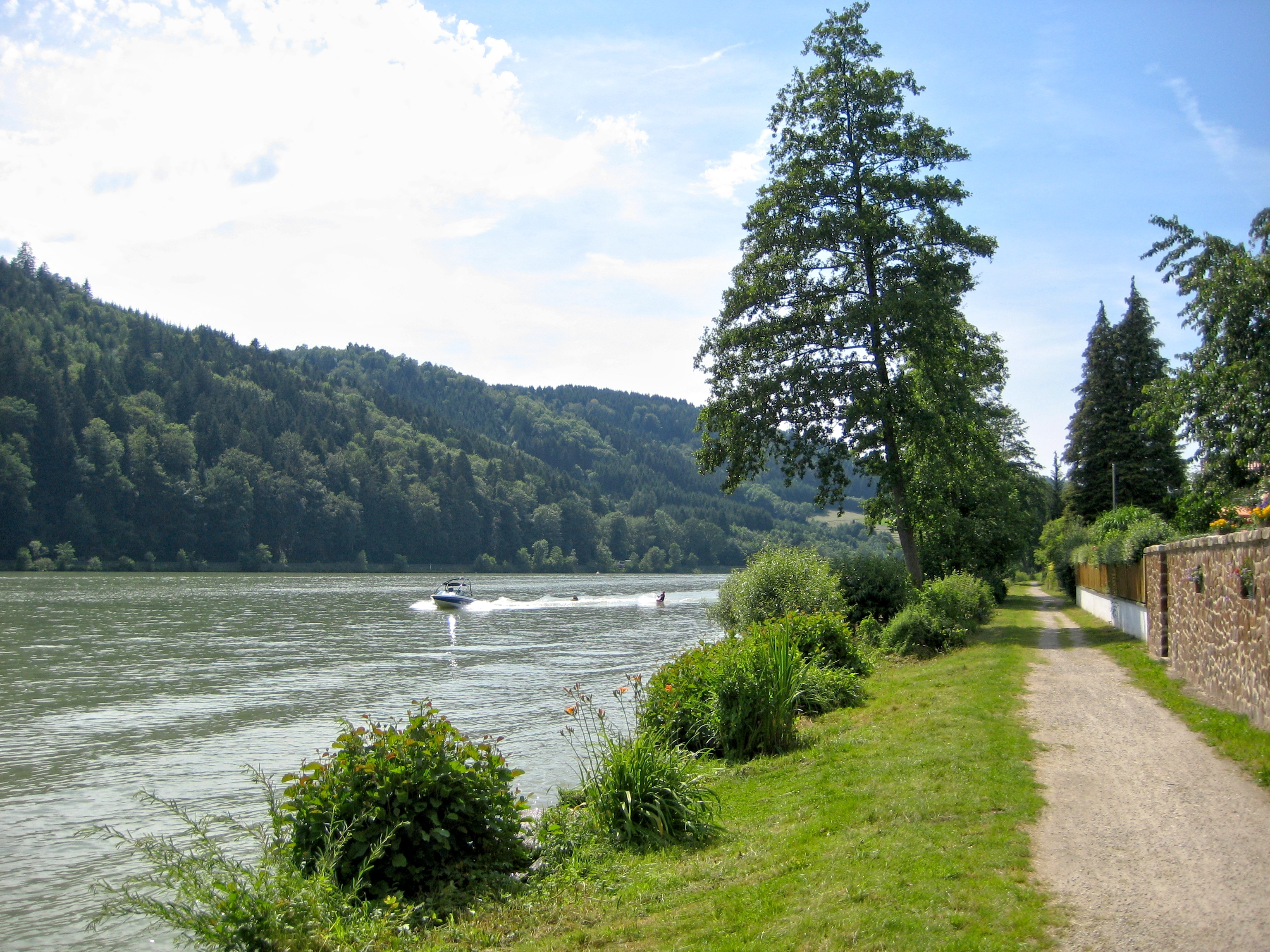
Fragment Donauradweg w Obernzell

Dunajska Droga Rowerowa (Donauradweg) – trasa rowerowa wzdłuż drugiej pod względem długości rzeki Europy – Dunaju, biegnąca od źródeł w górach Schwarzwald w Niemczech (miasto Donaueschingen) do ujścia do Morza Czarnego.
Szlak przebiega przez następujące kraje: Niemcy, Austrię, Słowację, Węgry, Chorwację, Serbię, Bułgarię, Rumunię, Mołdawię i Ukrainę. Trasa biegnie w większej części po obu stronach rzeki, jednak czasem tylko na jednym brzegu, dlatego podczas podróży trzeba przekroczyć Dunaj kilka razy.
Dunaj przepływa przez tereny o bardzo różnorodnym krajobrazie, łącznie z terenami górskimi. Atrakcyjności dodają znane miasta i zabytki położone na trasie. Szlak przebiega również przez kilka rezerwatów.
Donauradweg jest częścią szlaku EuroVelo 6 – zwanego Szlakiem rzek, łączącego Ocean Atlantycki i Morze Czarne.